# 광주 남구의회
광주 남구의회는 광주광역시 남구 지역을 관할하는 기초의회이다.